# Lathyrus digitatus
Lathyrus digitatus là một loài thực vật có hoa trong họ Đậu. Loài này được (M.Bieb.) Fiori miêu tả khoa học đầu tiên.

## Hình ảnh

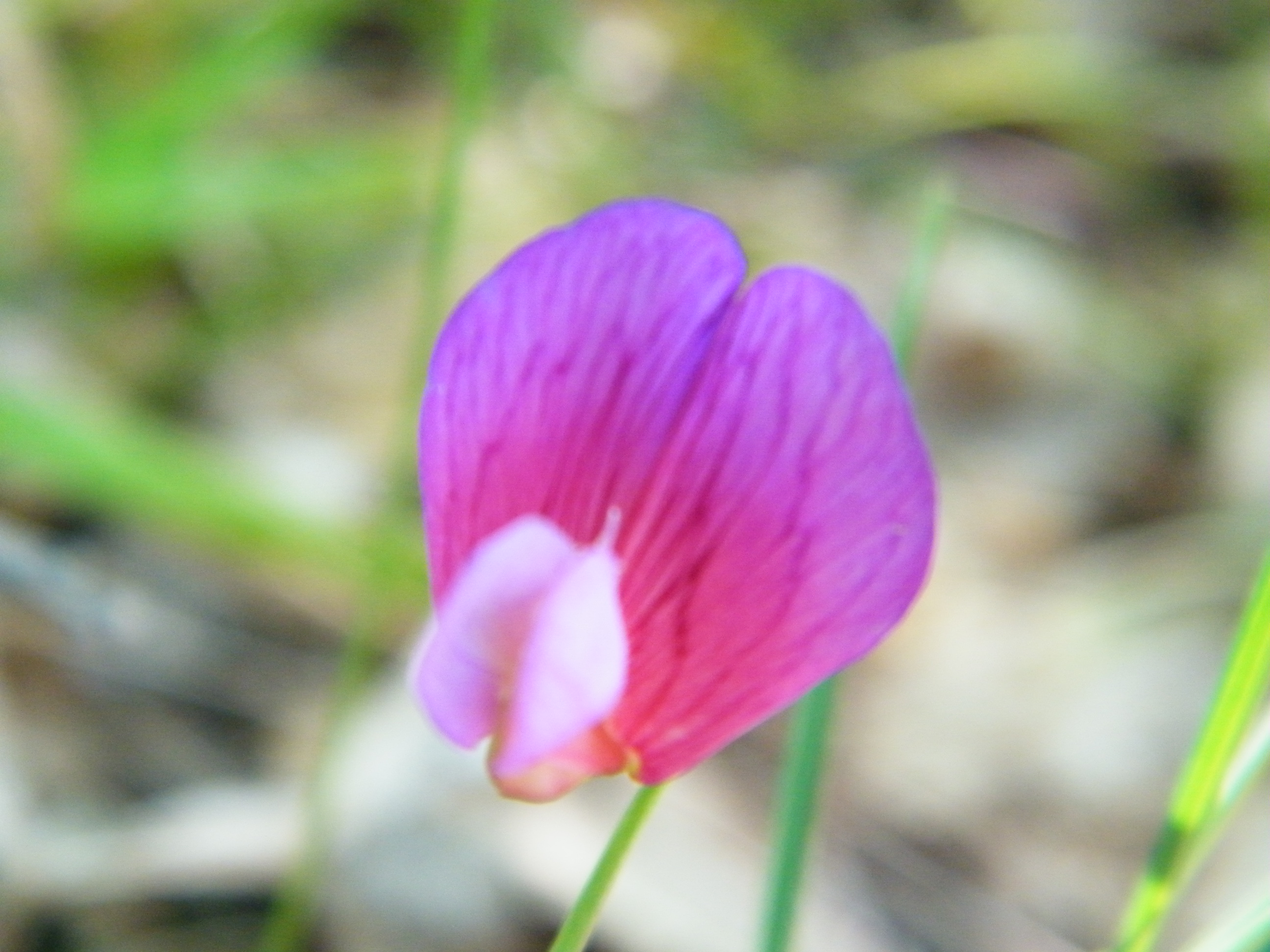
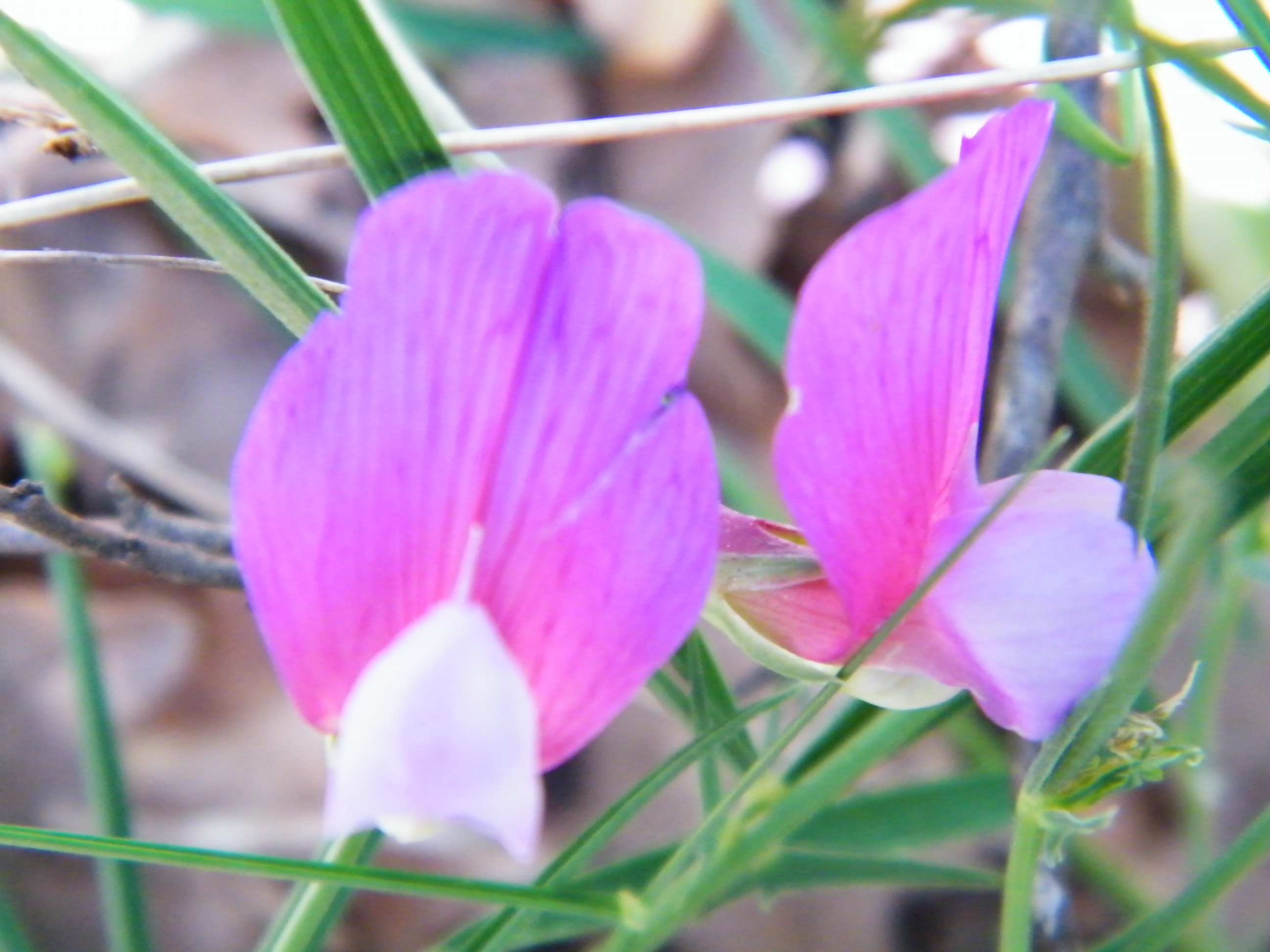